# Appartamento Borgia

Papa Alessandro VI, dettaglio della Resurrezione, Sala dei Misteri

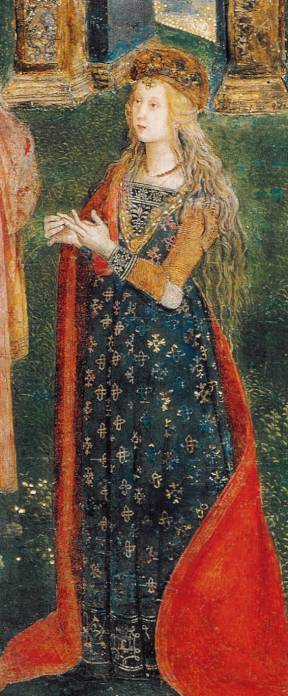
Presunto ritratto di Lucrezia Borgia nella Disputa di santa Caterina (particolare), Sala dei Santi, Appartamento Borgia

L'Appartamento Borgia è una serie di sei ambienti monumentali nel palazzo Apostolico della Città del Vaticano, facenti oggi parte del percorso dei Musei Vaticani in cui è in parte ospitata, dal 1973, la Collezione d'arte religiosa moderna. Le sale dell'appartamento Borgia vennero create come residenza privata di papa Alessandro VI e della sua famiglia, e decorate da uno straordinario ciclo di affreschi di Bernardino Pinturicchio e aiuti, databile al 1492-1494. Dopo la morte del pontefice vennero di fatto abbandonate e riaperte al pubblico solo alla fine del XIX secolo.

## Storia
Nel corpo quattrocentesco dei Palazzi Vaticani edificato sotto Niccolò V, papa Alessandro VI, al secolo Rodrigo Borgia, fece rinnovare e abbellire sei grandi stanze, aggiungendo anche una torre, che in seguito fu ribassata e trasformata. I lavori di decorazione interna vennero affidati al Pinturicchio, che procedette con una notevole solerzia, grazie a un articolato gruppo di collaboratori, iniziando nell'autunno 1492 e terminando, forse già in sua assenza, nel 1494. Si trattò dell'impresa più impegnativa della carriera del pittore, un progetto artistico così vasto ed ambiziosamente unitario che non aveva precedenti nell'Italia rinascimentale, fatta eccezione per il ciclo della Cappella Sistina.
Il risultato fu uno scrigno di decorazioni preziose e raffinate, in cui baluginano continuamente i riflessi dell'oro su pareti e soffitti, legato al retaggio del gotico internazionale fuso con la sovrabbondanza del gusto ispano-moresco legato alle origini valenciane del committente. Il programma iconografico fondeva la dottrina cristiana con continui richiami al gusto archeologico allora in voga a Roma, e fu quasi sicuramente dettato dai letterati della corte papale, quali Annio da Viterbo, maestro di Palazzo di Alessandro VI, Paolo Cortesi, successore del Platina alla Biblioteca vaticana, e forse Francesco Colonna, autore del testo ermetico Hypnerotomachia Poliphili.

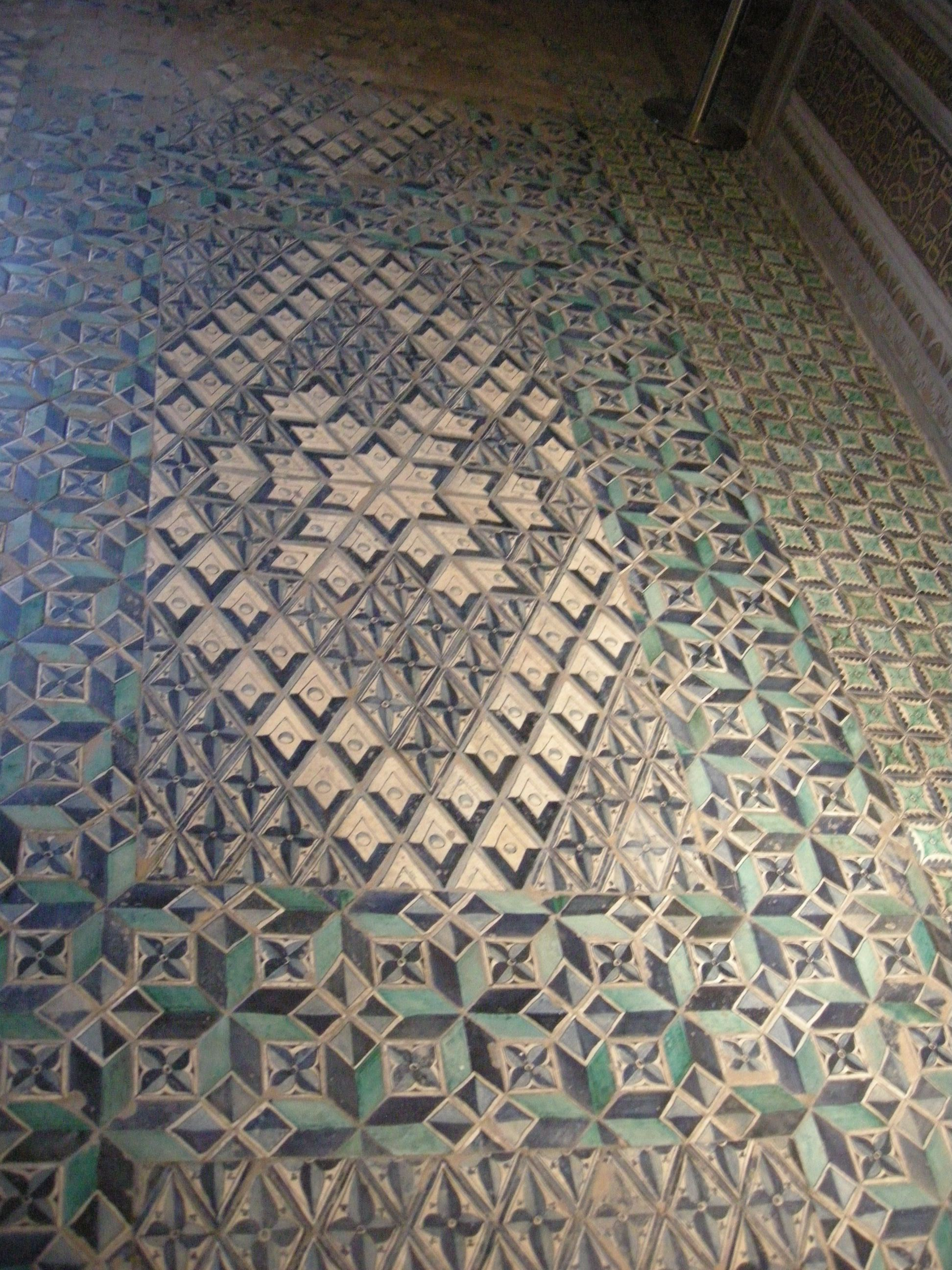
Pavimenti in maioliche spagnole

L'opera, pur citata da Vasari, non ebbe praticamente seguito nell'arte romana del primo Cinquecento, anche per la difficile accessibilità degli ambienti. Giulio II, successore di papa Alessandro, fece abbandonare l'Appartamento e fece affrescare le Stanze di Raffaello con il chiaro intento di superare l'impresa del proprio predecessore e rivale. Vasari stesso riferì che alla sua epoca (prima del 1568) gli stucchi dorati erano in alcuni punti guasti. Leone X fece ridipingere una delle sale, quella "dei Pontefici", a Giovanni da Udine e Perin del Vaga.
Nel corso del XIX secolo l'appartamento divenne la biblioteca del cardinale Angelo Mai e il complesso decorativo, ampiamente danneggiato da infiltrazioni, venne restaurato per la prima volta tra il 1889 e il 1897 su iniziativa di Leone XIII, che affidò l'impresa al pittore preraffaellita Ludwig Seitz. Questi intervenne con estesi rifacimenti sui soffitti e sulle pareti, ricche di trompe l'oeil di "credenzini", cioè armadietti a muro con suppellettili illusoriamente aperti. In quell'occasione vennero anche restaurati i pregiati pavimenti quattrocenteschi di piastrelle in maiolica policroma, provenienti da Manises, in Spagna.
Nel 1897 l'Appartamento venne aperto per la prima volta al pubblico, stimolando un vivace interesse che portò a una ripresa degli studi su Pinturicchio, senza però che si giungesse a una soluzione dei problemi attributivi tuttora aperti. Fritz Saxl scrisse: "Eppure non esiste forse in questo periodo nessun'altra opera in cui il paganesimo e l'orgoglio individuale abbiano potuto manifestarsi con altrettanta nettezza che nell'appartamento Borgia".
Nel Novecento sono state rimosse le integrazioni pittoriche in un nuovo restauro e con l'apertura della Collezione d'Arte Religiosa Moderna le stanze furono assegnate all'esposizione di alcune opere della collezione, entro un allestimento recentemente rinnovato, in grado di dialogare con l'assetto quattrocentesco.

## Descrizione
Le sei sale dell'appartamento Borgia presentano decorazioni che interessano soprattutto le volte e le lunette, con soluzioni diverse da sala a sala, ma legate a uno stile e un filo conduttore comune.

### Sala delle Sibille

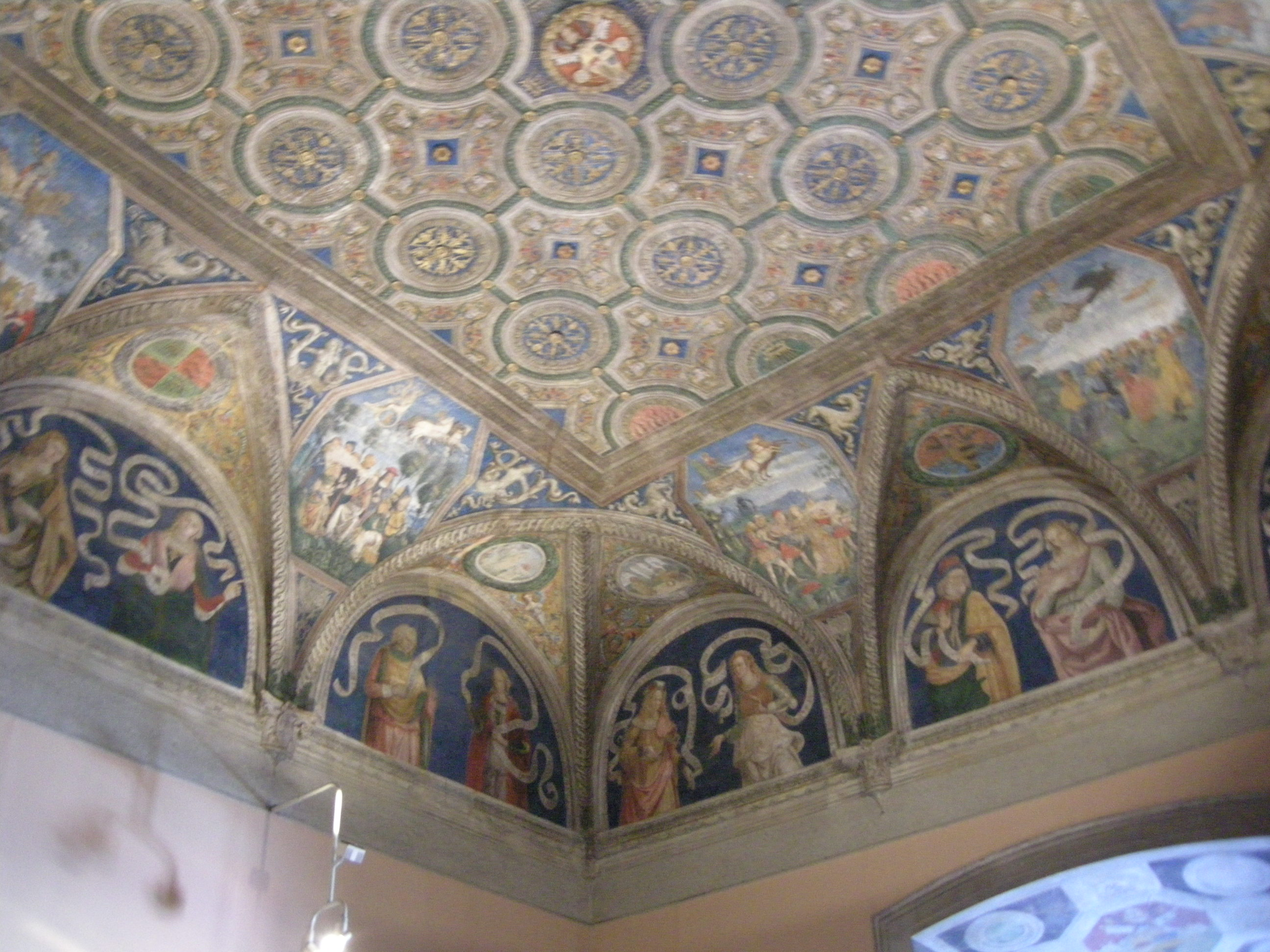
Sala delle Sibille

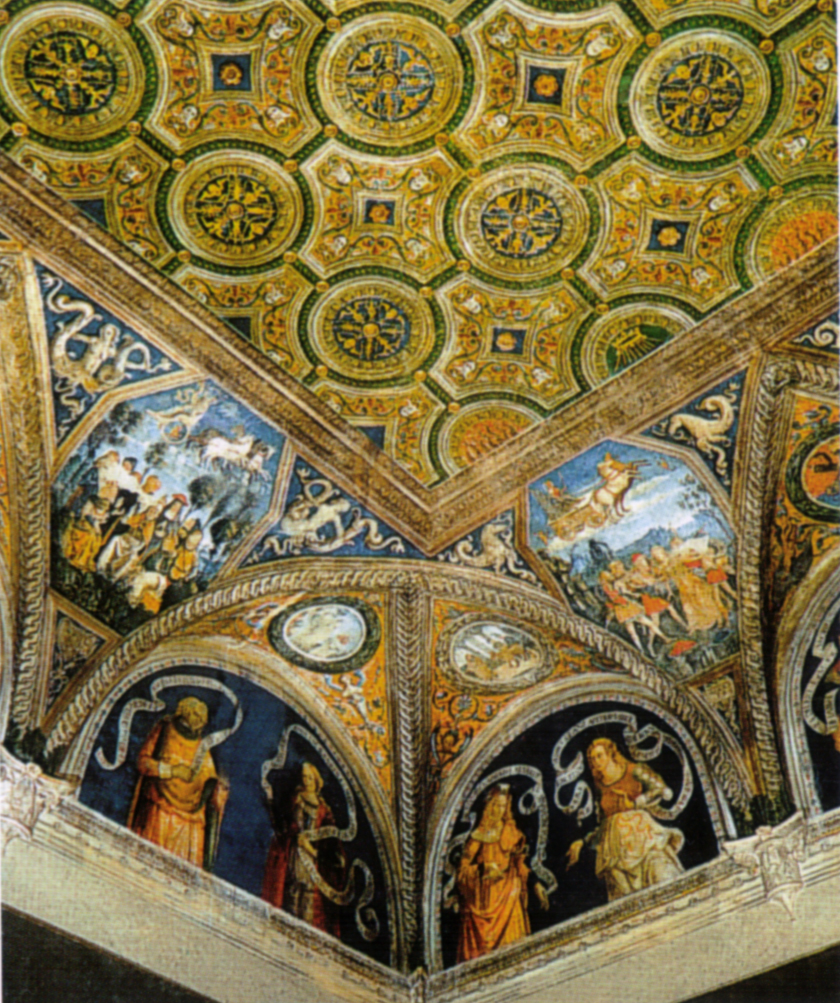
Sala delle Sibille, Ezechiele-Cimmeria e Geremia-Frigia

La prima sala è detta "delle Sibille", le cui rappresentazioni compaiono nelle lunette. La volta, di tipo unghiato, è decorata da un complesso sistema di lacunari geometrici in stucchi dorati, con al centro la data 1494 e gli emblemi araldici dei Borgia con le fiamme e la doppia corona d'Aragona radiante, che alludono al ruolo "solare" del pontefice.
La decorazione pittorica si trova nelle lunette, nelle vele e nei pennacchi. Nelle vele si trovano tondi con Scene sacrificali romane entro varie composizioni a sfondo giallo-oro con creature ibride e motivi vegetali all'antica; nei pennacchi si ritrovano creature fantasiose, questa volta a monocromo su sfondo blu, che incorniciano esagoni con l'Astronomia e i Sette pianeti, basati su xilografie fiorentine del secondo Quattrocento; la rappresentazione di Venere è la più originale, poiché vi si trova particolarmente esaltato il segno del Toro, in relazione al toro dello stemma Borgia. Le storie nei tondi sono state attribuite con incertezza al fiorentino Raffaellino del Garbo, mentre i Pianeti sono troppo alterati da ridipinture per azzardare un'ipotesi attributiva conclusiva: tre di essi mostrano una mano di formazione umbra, mentre gli altri quattro, tra cui spicca Mercurio, rimandano a un artista fiorentino, forse il miniatore Littifredi Corbizzi aiutante di Pinturicchio a Siena nella fase avanzata della sua carriera.
Le dodici lunette presentano altrettante coppie di Sibille e profeti a mezza figura su sfondo blu, con capricciosi cartigli svolazzanti che recano brani di profezie. L'iconografia esalta, come di consueto, le corrispondenze tra le profezie delle Sacre Scritture e quelle dei vaticini pagani. Come autore delle lunette è stato indicato il poco noto Niccolò di Bartolomeo della Bruggia da Pisa, attivo in patria e al seguito dell'anziano Benozzo Gozzoli.
Le coppie sono:
1. Geremia[non chiaro] e la Sibilla Frigia
2. Osea e la Sibilla Delfica
3. Daniele e la Sibilla Eritrea
4. Baruc e la Sibilla Samia
5. Zaccaria e la Sibilla Persica
6. Abdia e la Sibilla Libica
7. Ages[Forse Aggeo?] e la Sibilla Cumana
8. Amos e la Sibilla Europea
9. Geremia[Di nuovo lo stesso della Sibilla Frigia?] e la Sibilla Agrippina
10. Isaia e la Sibilla Ellespontica
11. Michea e la Sibilla Tiburtina
12. Ezechiele e la Sibilla Cimneria

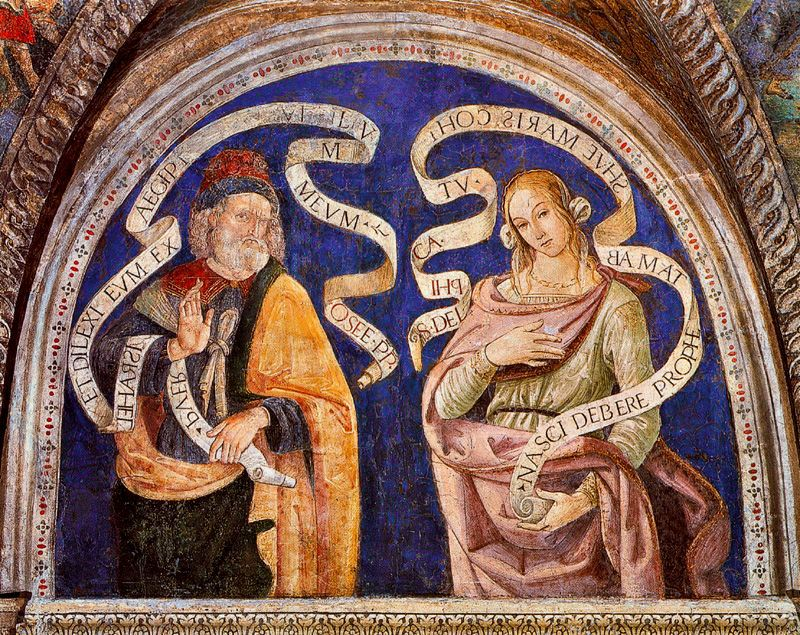
Osea e la Delfica
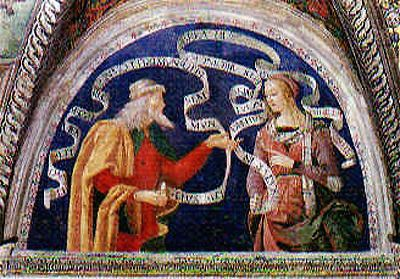
Daniele e la Sibilla Eritrea
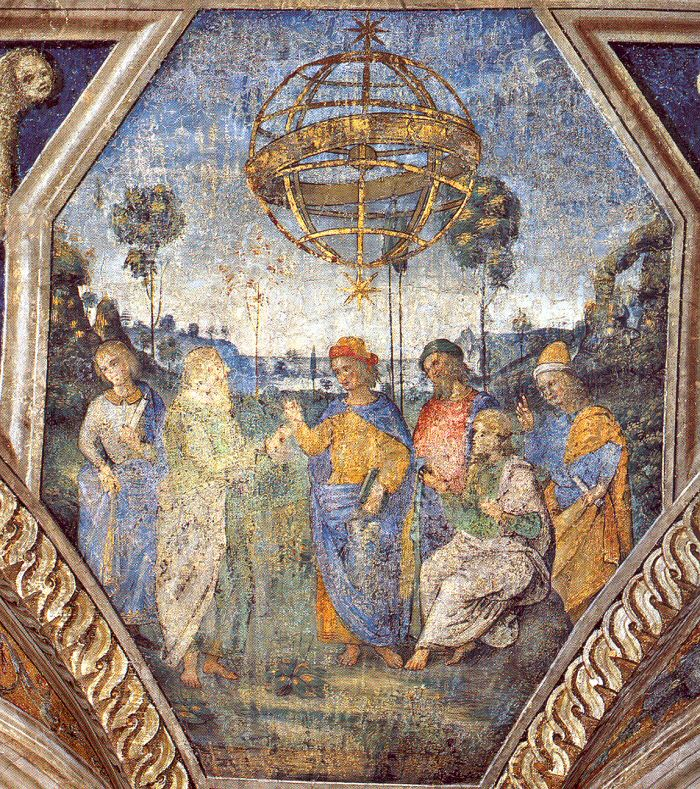
Allegoria dell'Astronomia/Astrologia

### Sala del Credo

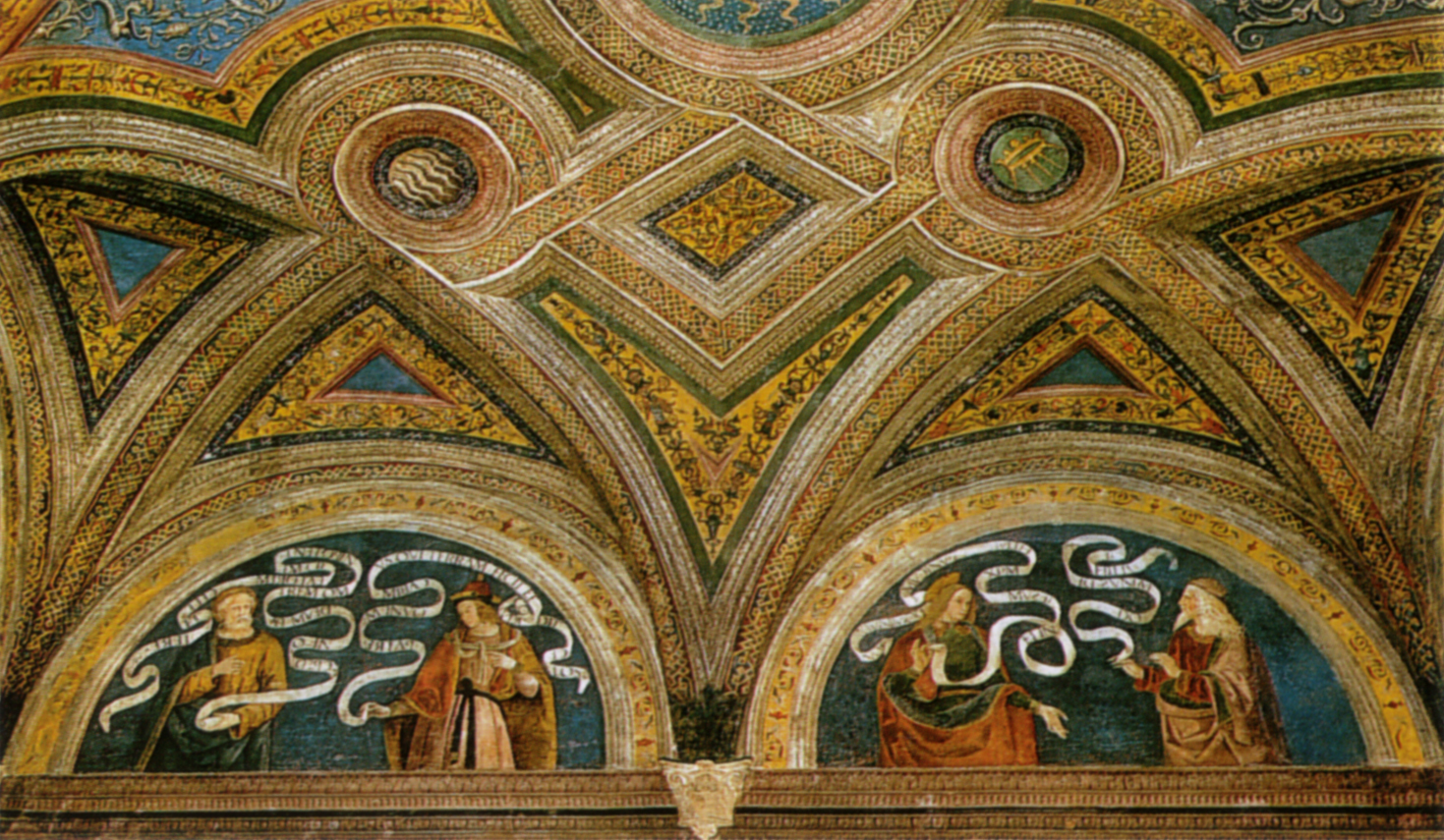
Sala del Credo, Pietro-Geremia e Giovanni David

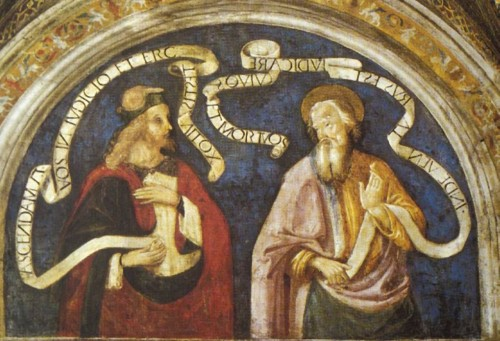
Filippo e Malachia

La successiva Sala del Credo ha un impianto simile alla precedente, con un soffitto decorato da complessi motivi geometrici in cui si incontrano stemmi papali e divise borgiane. La decorazione figurata si limita alle dodici lunette, che mostrano coppie di Apostoli e profeti del tutto analoghi alle coppie della stanza precedente. Essi simboleggiano le concordanze tra Vecchio e Nuovo Testamento, e sono pure raffigurati a mezza figura su sfondo blu neutro, circondati da sinuosi cartigli con brani di Sacre Scritture.
L'autore delle lunette mostra accenti toscani mediati dalla cultura umbra, ed è stato indicato in Piermatteo d'Amelia, detto convenzionalmente "Maestro di Toscolano", attivo nel viterbese nel 1493. 
Le dodici coppie sono:
1. Matteo ed Abdia
2. Taddeo e Zaccaria
3. Simone e Malachia
4. Tommaso e Daniele
5. Bartolomeo e Gioele
6. Filippo e Malachia
7. Giacomo Minore e Amos
8. Matteo e Osea
9. Giacomo Maggiore e Zaccaria
10. Andrea e Isaia
11. Giovanni e Davide
12. Pietro e Geremia

### Sala delle Arti Liberali

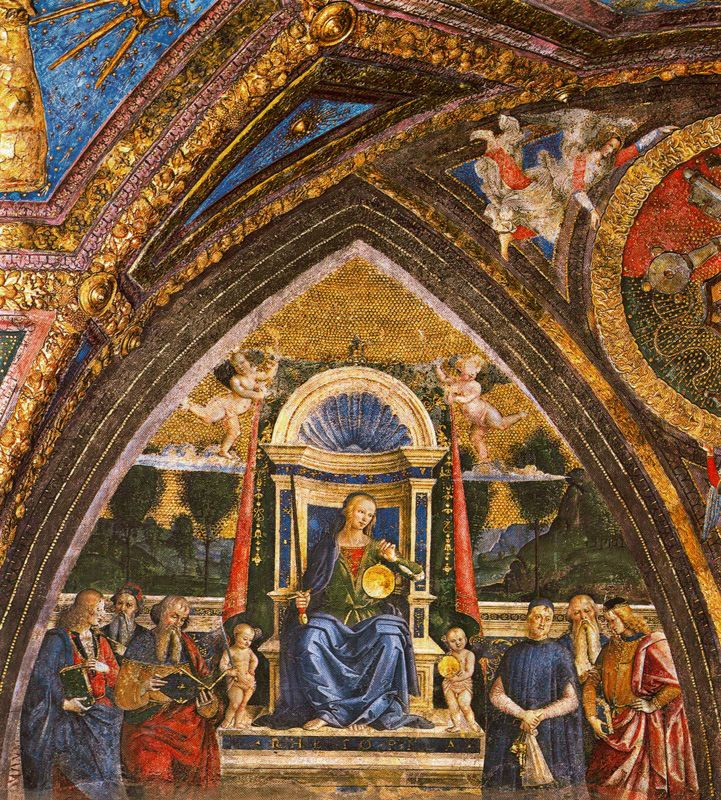
Retorica

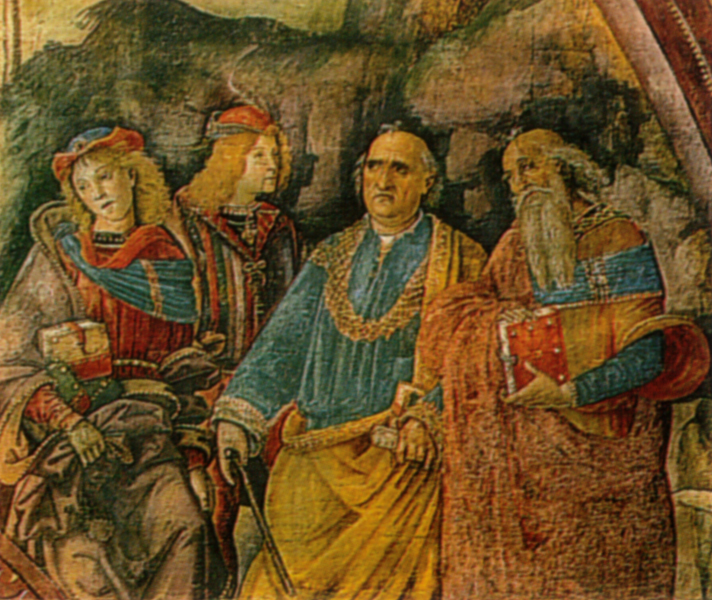
Dettaglio dell'Astronomia

La Sala delle Arti Liberali era forse la biblioteca personale del papa e sede del tribunale ecclesiastico. La copertura è composta da una doppia volta a botte, divisa da un sottarco e decorata da motivi dorati su sfondo rosa o azzurro. Il tema delle pitture è quello della Giustizia, sviluppato attraverso esempi biblici e della storia antica.
Le sette grandi lunette ogivali mostrano le Arti Liberali, divise in Trivio e Quadrivio secondo la classificazione medievale. Ciascuna è rappresentata in trono, circondata da personaggi adeguati, tra cui si riconoscono anche alcuni ritratti di contemporanei: il letterato Paolo Cortesi come Cicerone nella retorica e forse Donato Bramante, ancora non arrivato a Roma, ma già noto, come Euclide nella Geometria.
La Retorica contiene l'unica firma di Pinturicchio di tutto il ciclo, ma il suo intervento è oggi generalmente ascritto al disegno. Anche in questa sala infatti sono evidenti gli stilemi di artisti umbro-laziali, dalla colorazione smagliante, come Antonio da Viterbo detto il Pastura (Retorica, Musica e Astronomia), il Maestro del Tondo Borghese di ascendenza ghirlandaiesca (Geometria) e altri. L'intervento diretto del maestro appare scarso nelle prime sale, di rappresentanza, mentre diventa più percepibile in quelle successive, dette "camere segrete" nei diari del maestro delle cerimonie della corte papale di Alessandro VI, il Burcardo.
Elenco delle lunette:
1. Astronomia (ha la forma a tutto sesto, sulla parete opposta alle finestre)
2. Musica
3. Aritmetica
4. Geometria
5. Retorica
6. Dialettica
7. Grammatica

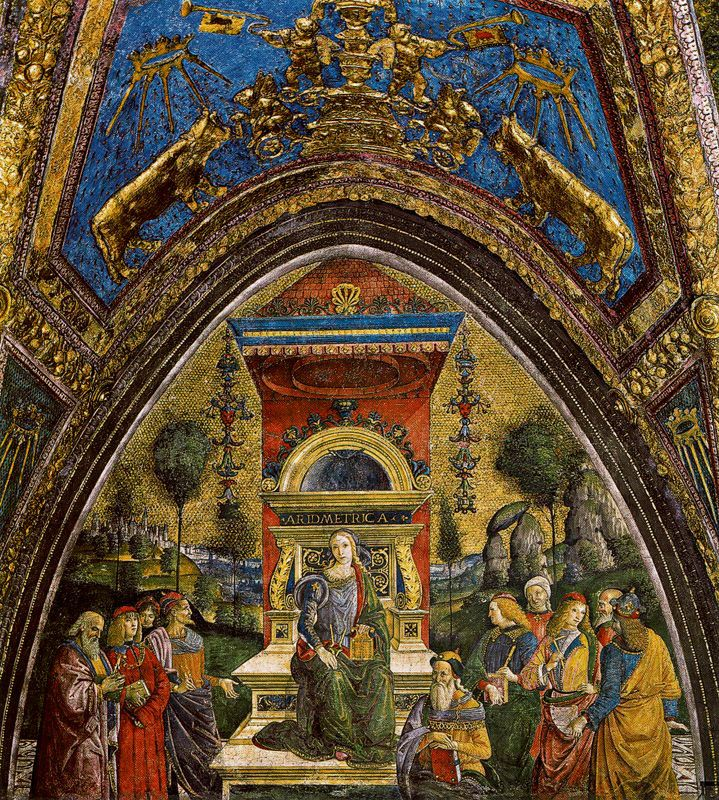
Aritmetica
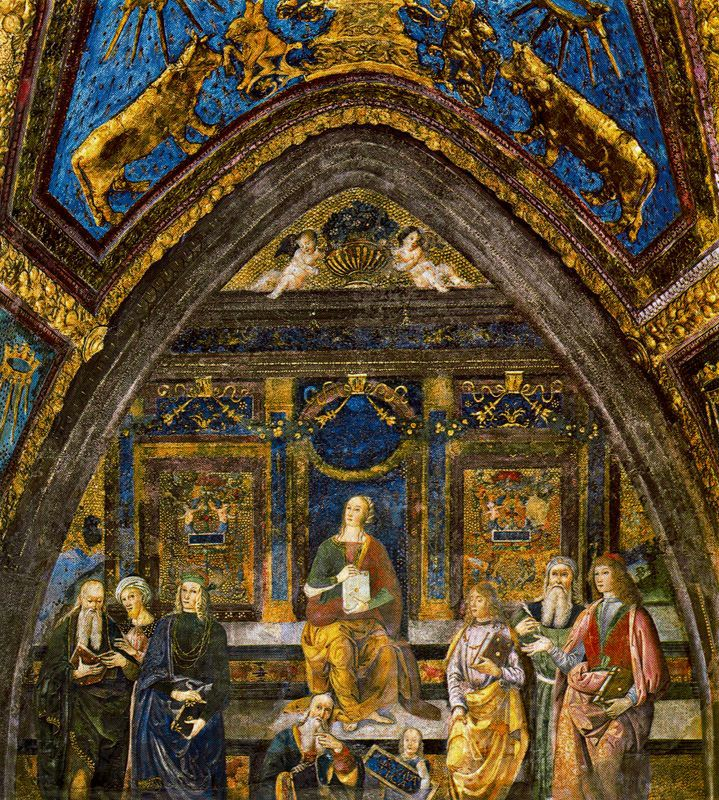
Grammatica
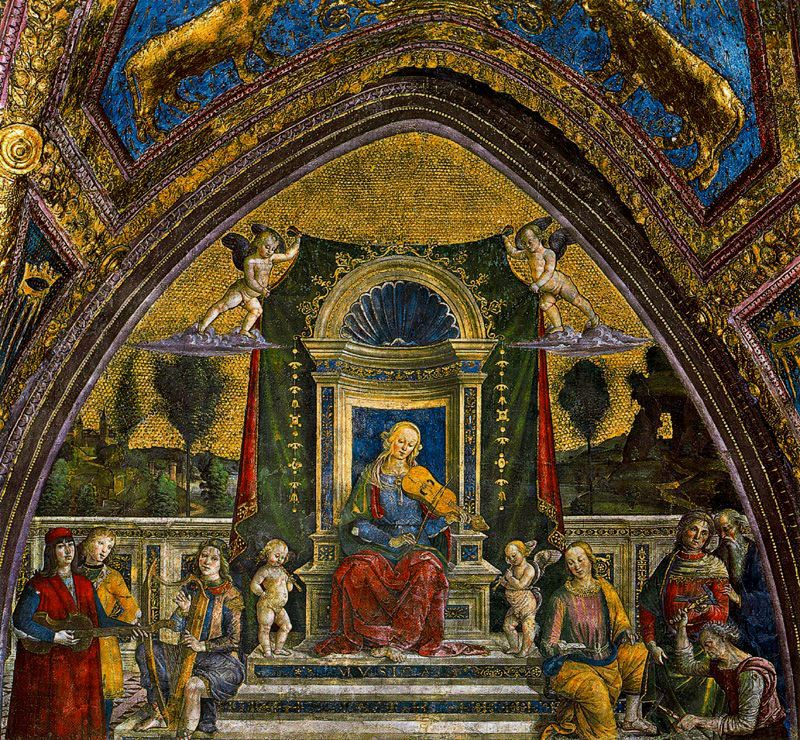
Musica
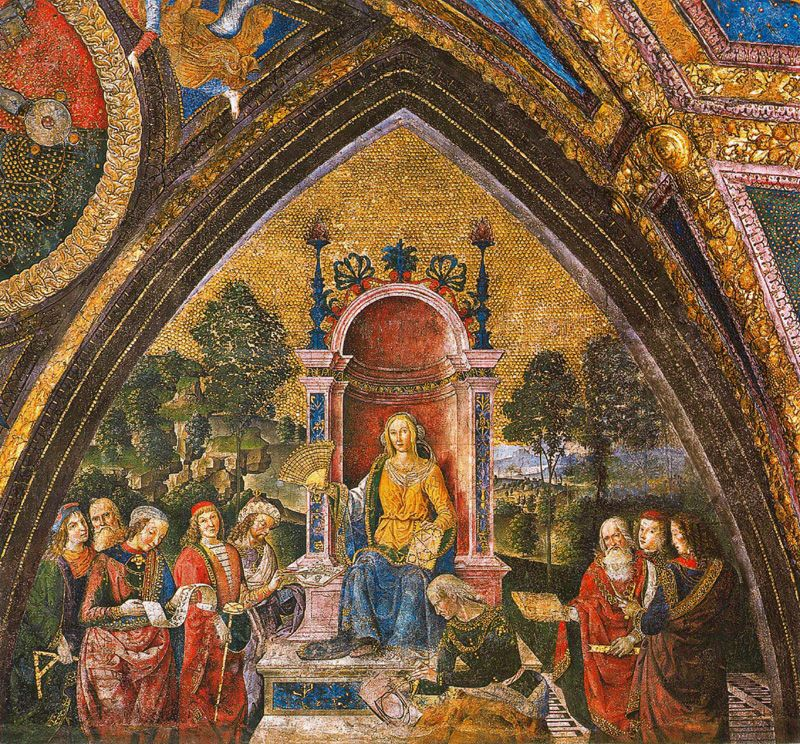
Geometria

### Sala dei Santi

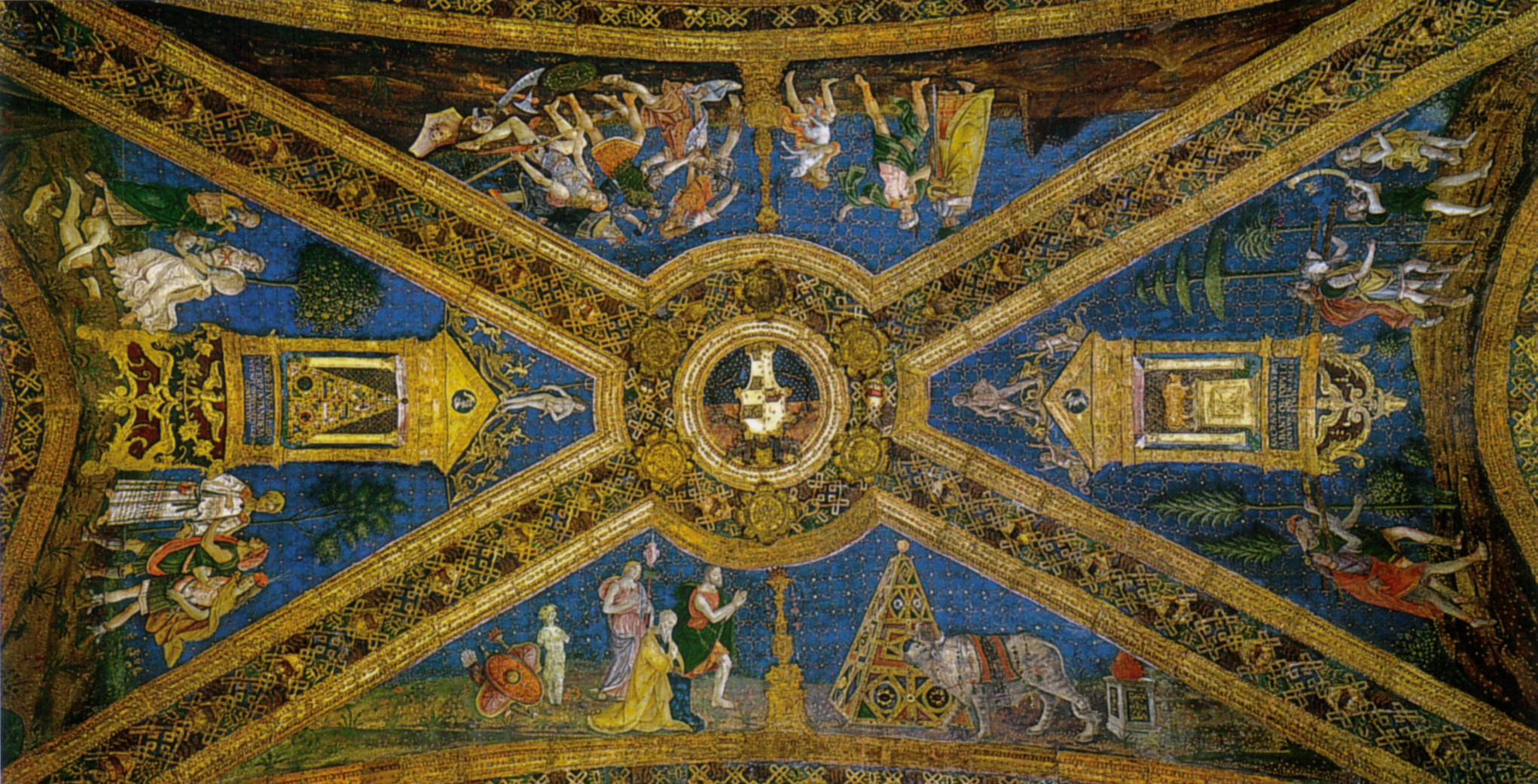
Seconda volta della Sala dei Santi: Osiride viene ucciso, Iside ne ricompone il corpo e organizza i funerali, manifestazione del bue Api e processione col suo idolo

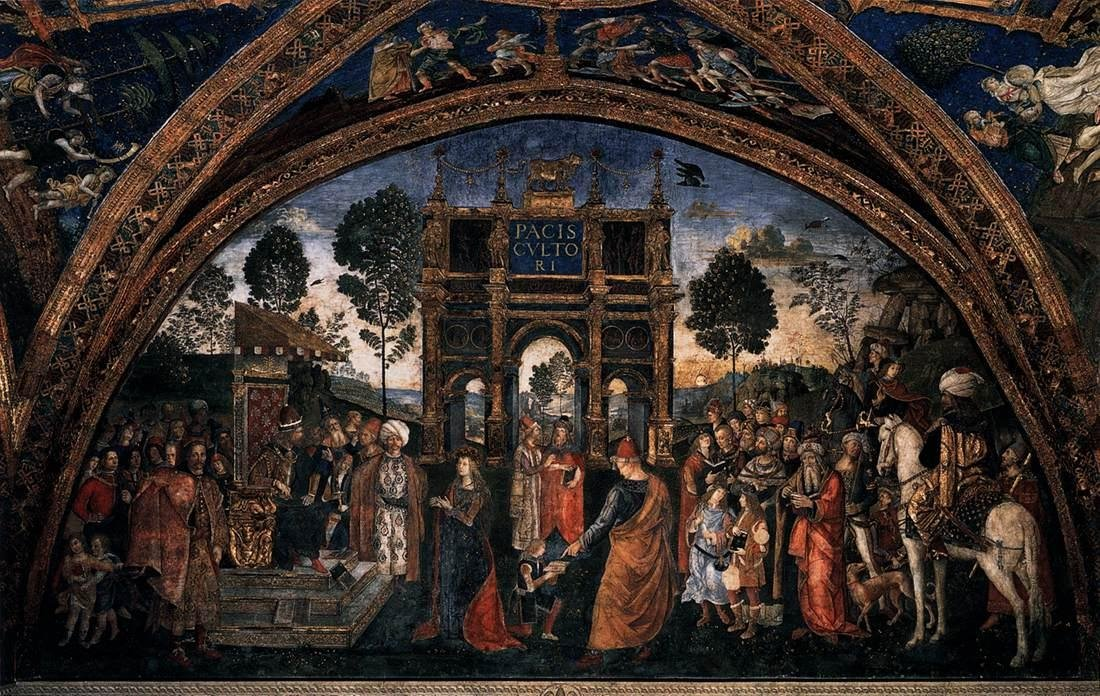
Disputa di santa Caterina d'Alessandria

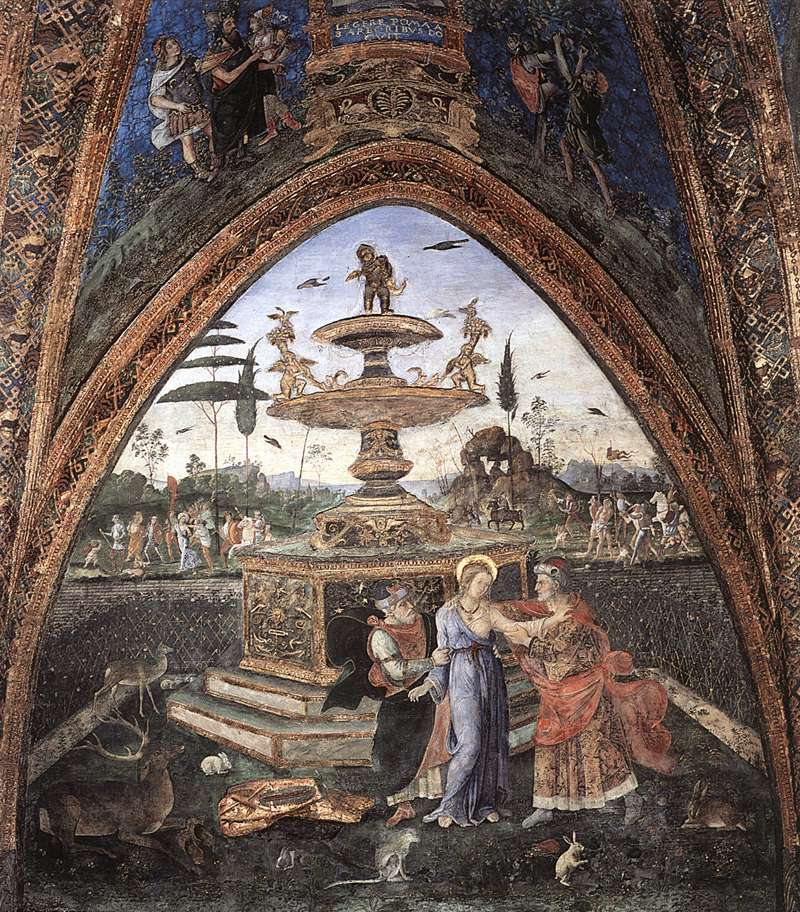
Susanna e i vecchioni

La Sala dei Santi ha come tema la giustizia divina rapportata alla personalità del papa ed è di gran lunga la più nota dell'Appartamento.
La volta è divisa in due crociere rette in mezzo da un arcone che ha il sottarco dipinto. Le vele della volta contengono una celebrata rappresentazione del mito greco-egizio di Iside e Osiride, testimoniandone la riscoperta in epoca rinascimentale. L'iconografia è legata all'ermetismo sapienziale, familiare ad Annio da Viterbo, e ha come protagonisti i bovini che rimandano, ancora una volta, all'arme araldica dei Borgia. Al papa stesso sono rivolti gli apostrofi augurali "Vive diu bos, vive diu bos, Borgia vive". Il sottarco mostra in cinque ottagoni il ciclo cruento di Io-Iside narrato da Ovidio: Io, amata da Giove, viene trasformata in giovenca da Giunone e messa sotto la sorveglianza di Argo, il gigante dai cento occhi; Mercurio, inviato da Giove, uccide Argo e permette a Io di riprendere la forma umana, andando a regnare in Egitto col nome di Iside, dove impartisce leggi e insegna la scrittura. Il mito prosegue negli otto spicchi delle due crociere, su sfondo azzurro, seguendo il racconto di Diodoro Siculo: Iside sposa Osiride, dio civilizzatore dell'agricoltura, ma egli viene ucciso da suo fratello, il malvagio Tifone, che ne fa il corpo a pezzi e lo disperde in tutto l'Egitto; Iside riesce però a ricomporlo e organizza un solenne rito funebre inumandolo in un sepolcro faraonico a forma di piramide; al posto del dio scomparso, la sua immagine si manifesta nel bue Api, che gli Egiziani iniziano a venerare sotto forma di idolo d'oro, portandolo in un'edicola processionale sormontata da una rappresentazione dell'"Ercole Libico", figlio dei due dei.
Il mito cela molteplici significati, come l'esaltazione del ritmo naturale delle stagioni governate dal binomio Sole (Osiride) e Luna (Iside). Il nome del papa rimandava dopotutto ad Alessandro Magno, che aveva aspirato a identificarsi proprio col Sole-Osiride; inoltre il tema della morte e resurrezione accomuna Osiride con Cristo facendone il mezzo di un'allegoria cristiana. Lo stile delle crociere mostra inequivocabilmente il fascino esercitato sul Pinturicchio e i suoi committenti dalla decorazione sfarzosa profusa d'oro, che rende le rappresentazioni vibranti di baluginii luminosi. La pittura delle volte è forse da ascrivere al Maestro della Cappella Basso Della Rovere, mentre gli ottagoni presentano modi umbro-lippeschi, identificabili con quelli del fiorentino Raffaellino del Garbo, aiuto di Filippino Lippi alla Cappella Carafa e agli ambienti attigui in Santa Maria sopra Minerva, che si era trattenuto per un po' a Roma dopo l'impresa.
Le lunette sottostanti, ogivali tranne due come nella sala precedente, mostrano Storie di santi e rivelano la presenza diretta del maestro, pur tra i contributi dei collaboratori, spiccando per i vertici qualitativi raggiunti. La scelta dei soggetti optò su scene legate al salvataggio divino da pericoli o l'imitatio Christi tramite il martirio e la testimonianza di Dio. Esse mostrano:
1. Visitazione (Storie di sant'Elisabetta)
2. Sant'Antonio Abate e san Paolo di Tebe eremiti
3. Santa Barbara in fuga dalla torre
4. Susanna e i vecchioni
5. Martirio di san Sebastiano (lunettone a tutto sesto sul lato delle finestre)
6. Disputa di santa Caterina d'Alessandria con i filosofi dinnanzi all'imperatore Massimino (lunettone a tutto sesto sul lato opposto alle finestre)

La Disputa in particolare, unica lunetta ricordata dal Vasari, segna un punto d'unione tra le storie del soffitto e quelle dei santi, sia per la medesima ambientazione egiziana degli episodi, sia per vari rimandi, come il nome di Alessandro/Alessandria d'Egitto, città in cui si svolse la disputa, o per l'arco trionfale con l'idolo taurino dorato e la scritta PACIS CVLTORI che allude alla "pax borgiana" e alla fine della Reconquista in Spagna (1492). Numerosi sono i ritratti che si sono voluti riconoscere a partire da Caterina/Lucrezia Borgia e suo fratello Cesare nelle vesti dell'imperatore; l'uomo a sinistra che guarda verso lo spettatore potrebbe essere un autoritratto del Pinturicchio, seguito da un uomo in primo piano riccamente abbigliato, forse Andrea Paleologo, despota della Morea. Uno dei due uomini col turbante, vicino alla santa posto di fronte o a cavallo a destra posto di spalle, potrebbe essere il sultano turco.
Nota è anche la scena di Susanna e i vecchioni, ambientata davanti a una fontana popolata di animali selvatici di memoria tardo gotica, con la punizione dei vecchi sullo sfondo. Forse la bionda Susanna nasconde un altro ritratto di Lucrezia. Gli ori sono profusi in tutte le scene, soprattutto nelle decorazioni delle ambientazioni, paesistiche o architettoniche, nelle vesti e nelle generiche lumeggiature, tanto sulle fronde vegetali che sui personaggi.
Alla mano autografa del Pinturicchio è riferito anche il tondo della Madonna col Bambino leggente, posto sulla sopraporta, che spicca per la semplice nota di devozione privata nello sfarzo della decorazione. Vasari scrisse che il volto della Madonna riproduceva quello di Giulia Farnese, amante del papa, basandosi forse su una diceria trasmessa oralmente nella curia romana, ma in realtà si tratta di una fisionomia generica comune ad altre opere di Pinturicchio.

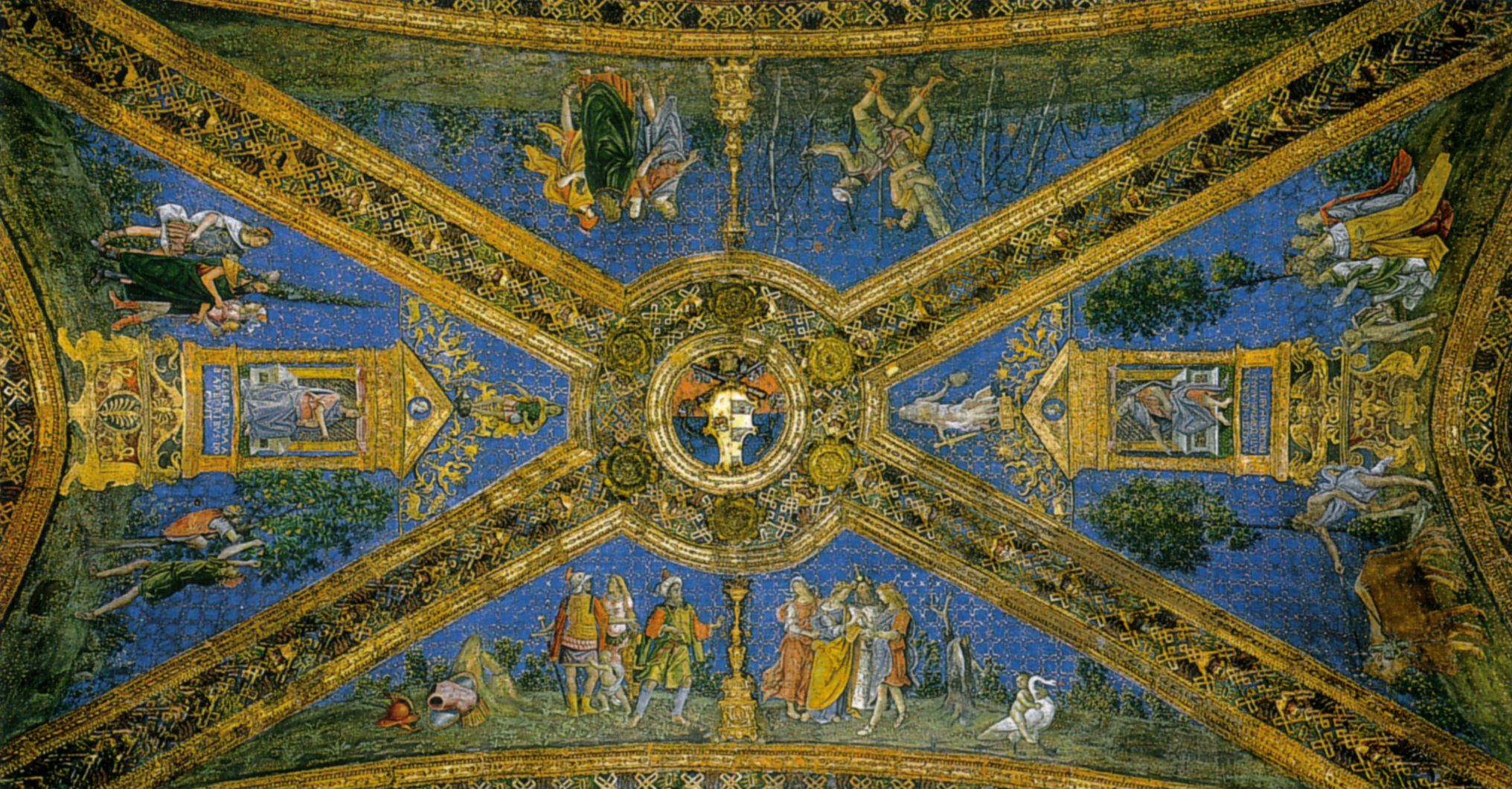
Prima crociera
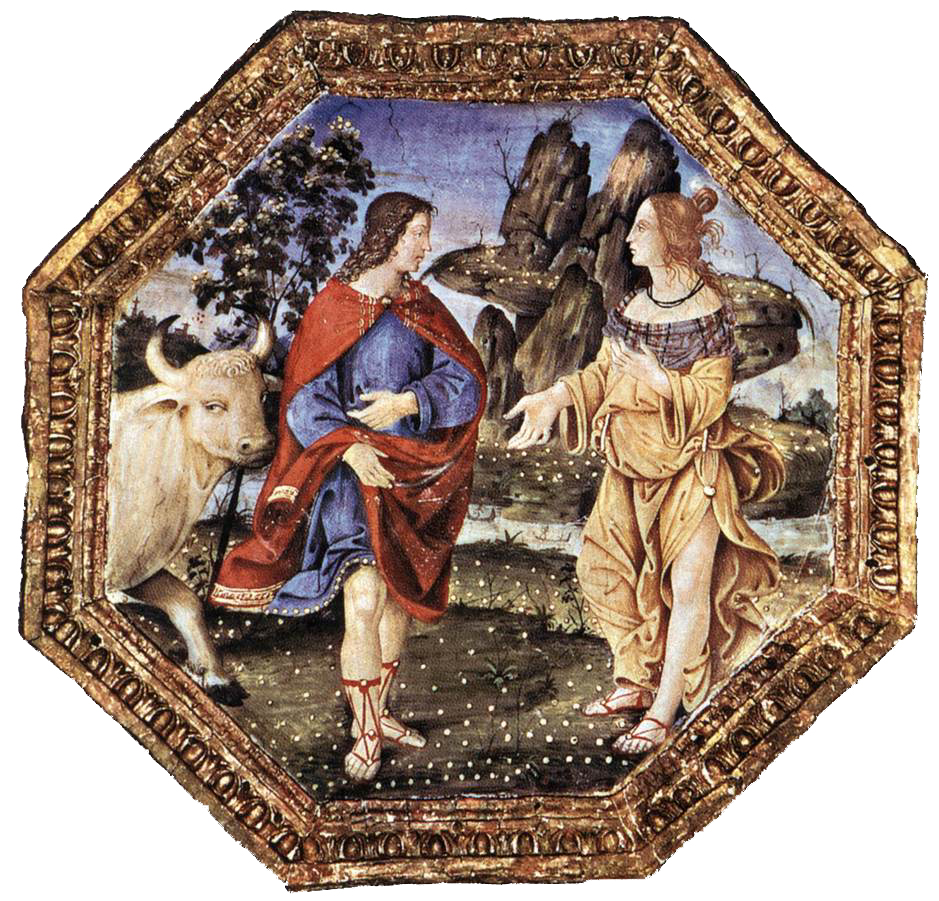
Giove consegna Io a Giunone
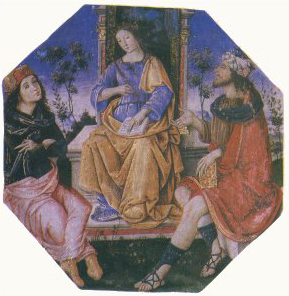
Iside tra Ermete Trismegisto e Mosè
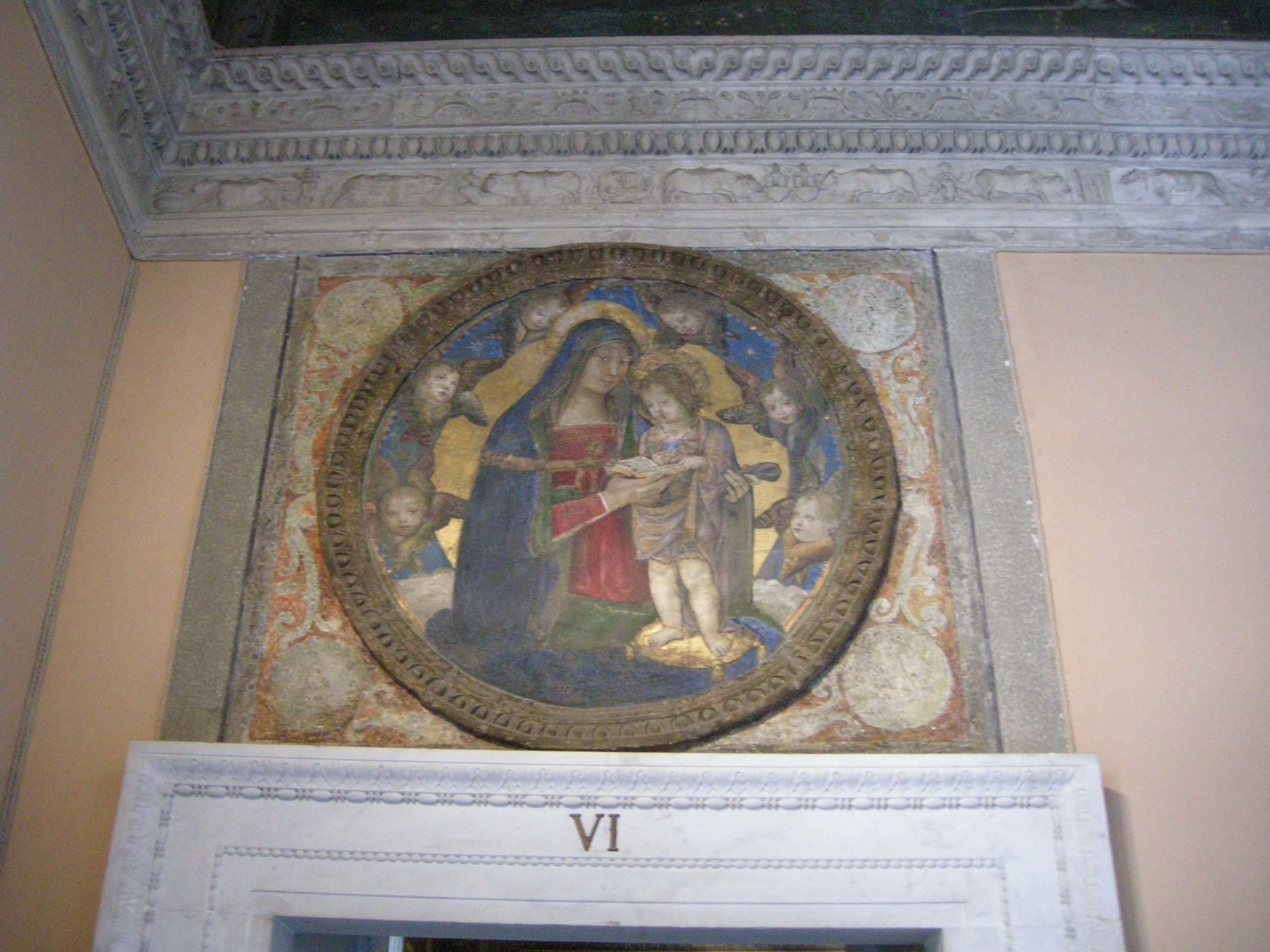
La Madonna col Bambino leggente
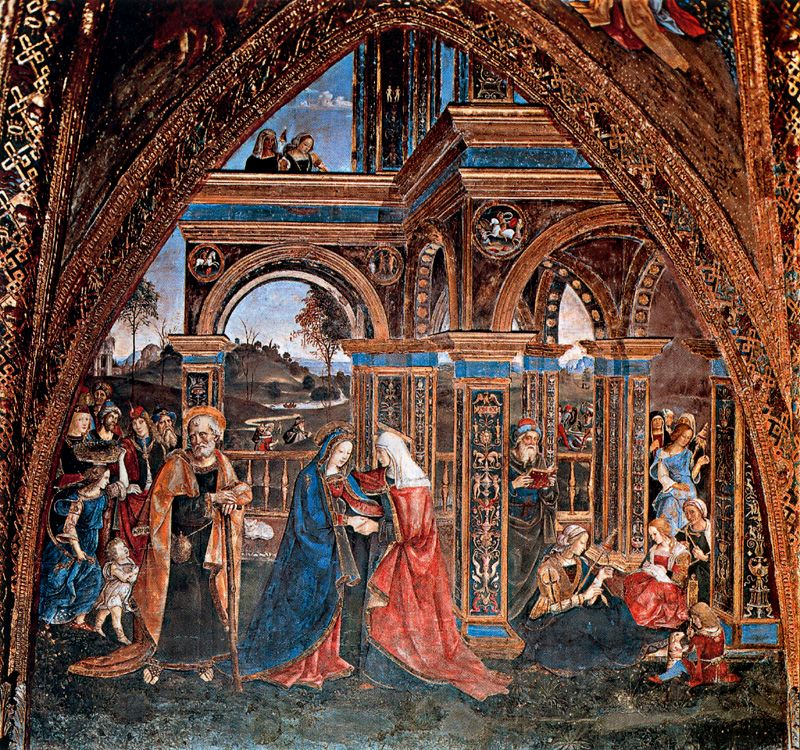
Visitazione
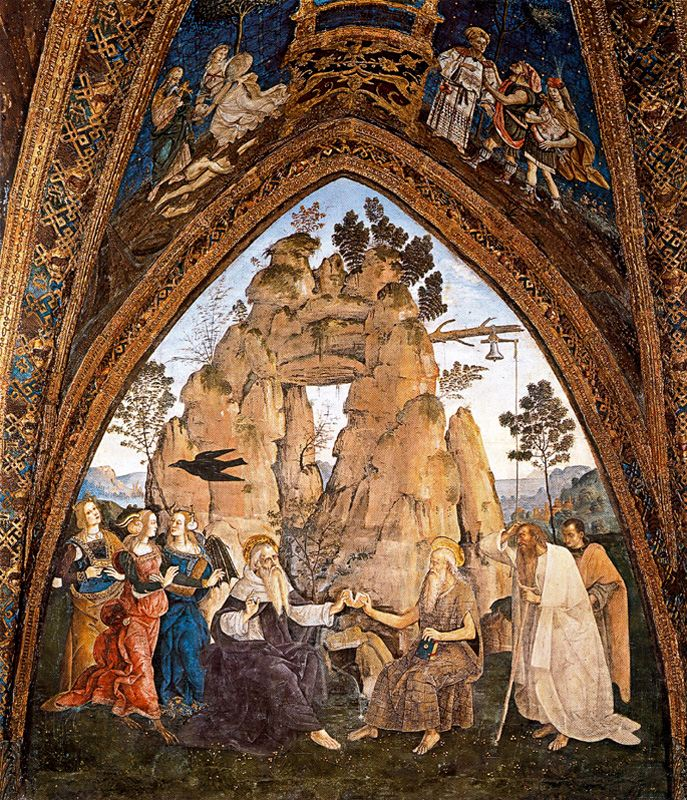
Sant'Antonio Abate e san Paolo di Tebe eremiti
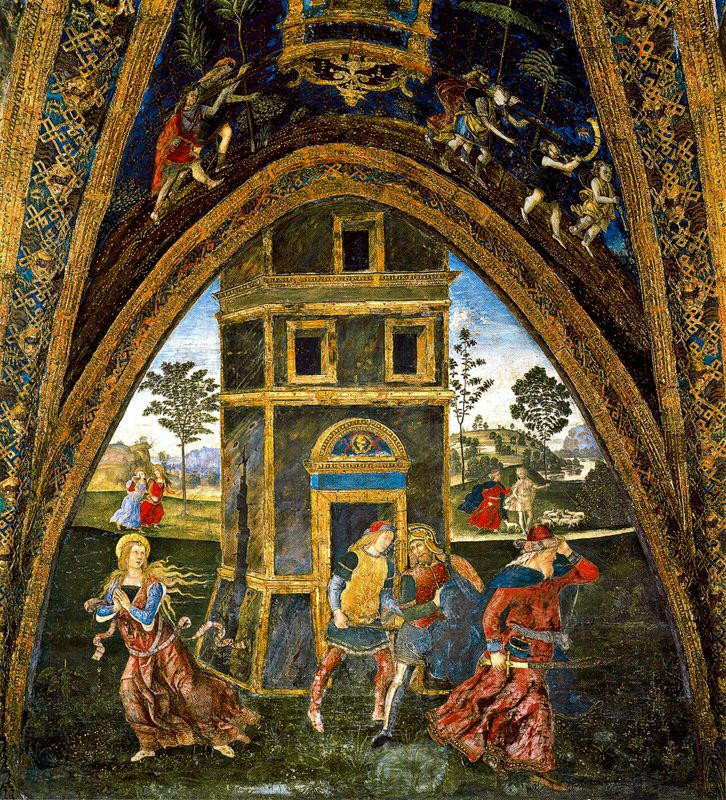
Santa Barbara in fuga dalla torre
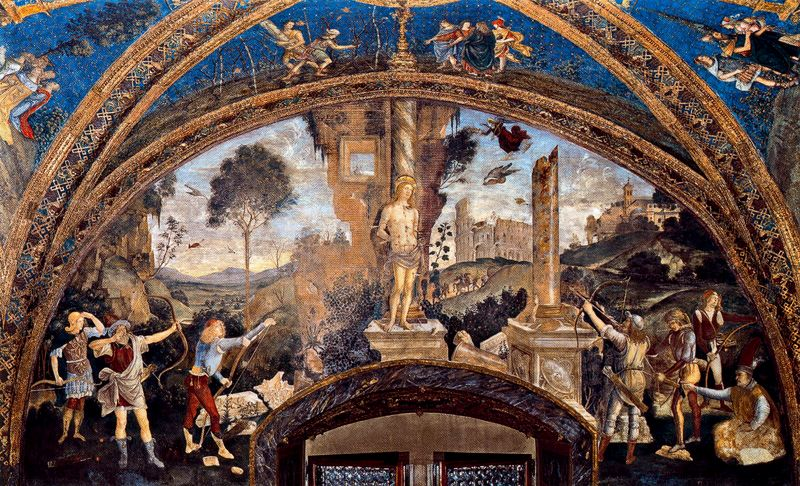
Martirio di san Sebastiano

### Sala dei Misteri

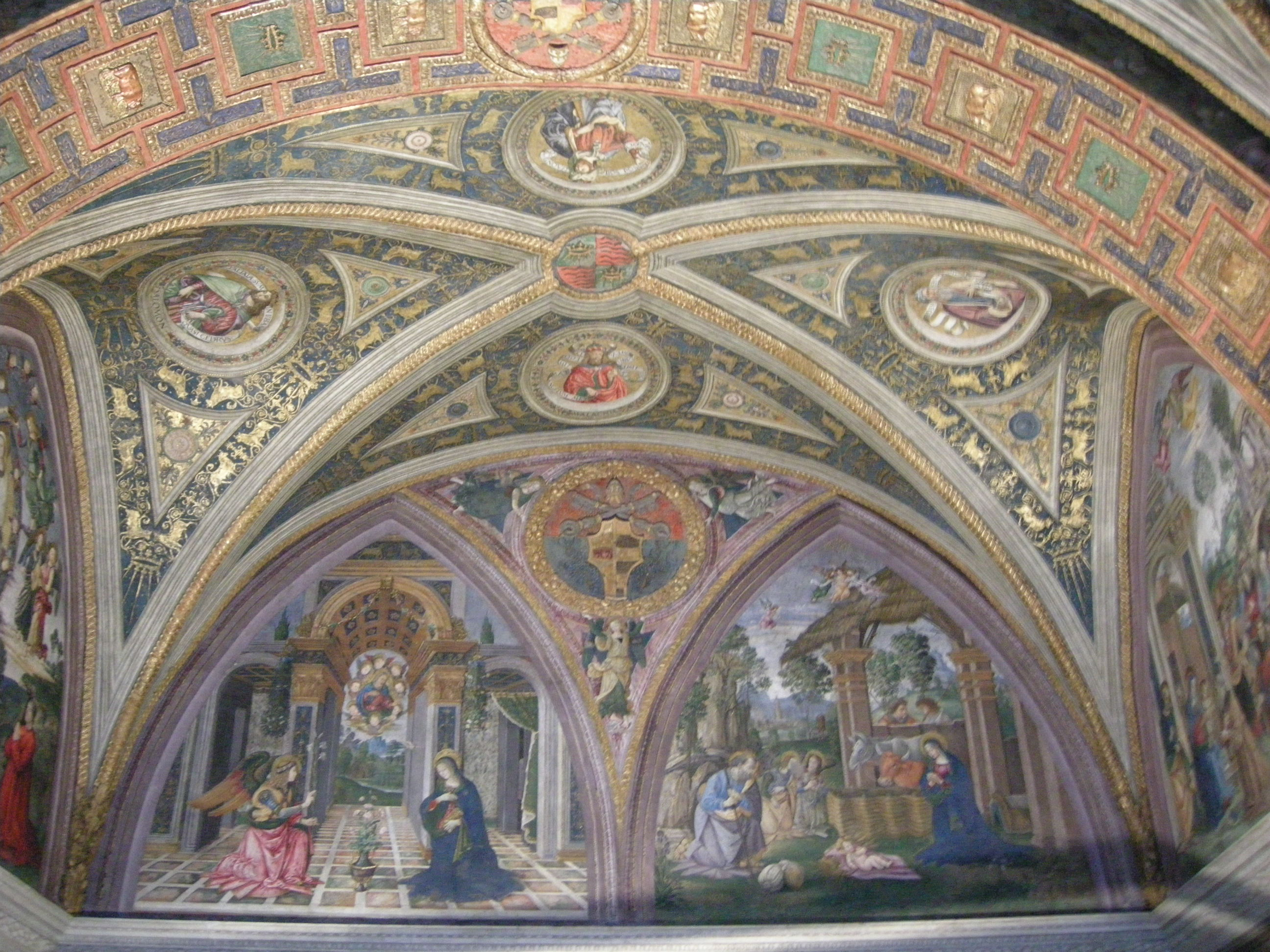
Sala dei Misteri

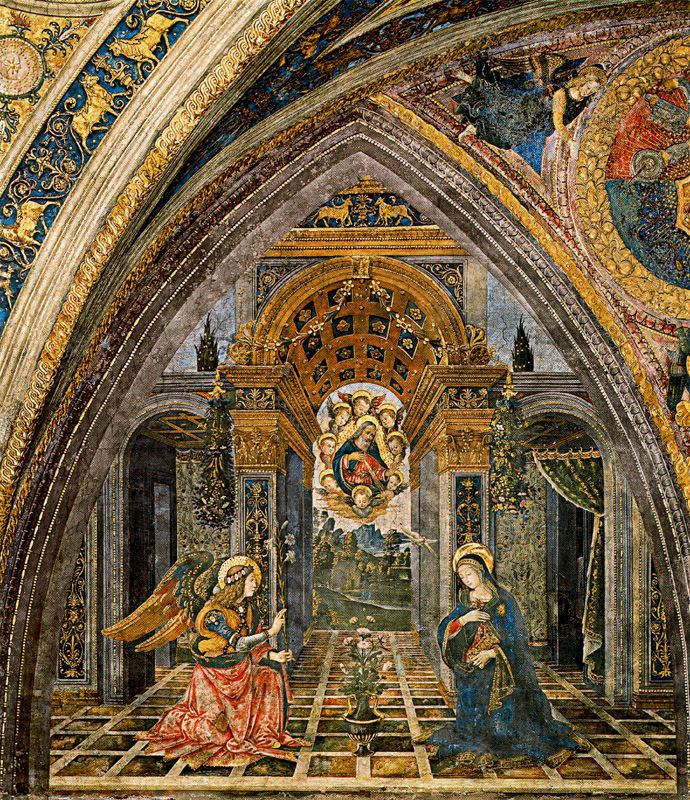
Annunciazione

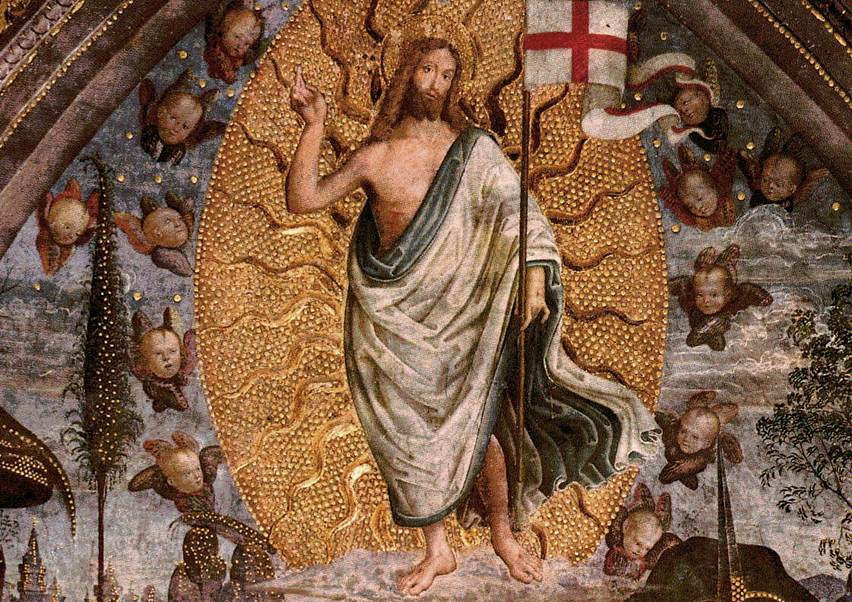
Dettaglio della Resurrezione

La struttura architettonica della Sala dei Misteri è analoga alla precedente, con due campate rettangolari di volta a crociera unite da un arcone. Il nome deriva dal ciclo dei Sette misteri gaudiosi della vita di Maria, contrapposti ai sette misteri dolorosi, che si dispiega nelle lunette. La devozione mariana fu personalmente promossa da Alessandro VI e forse la sala veniva usata per udienze private o per la celebrazione della messa per pochi intimi del pontefice. Le vele hanno una decorazione con tondi di Profeti, con cartigli riportanti versetti che alludono alle scene sottostanti del ciclo mariano, circondati da lembi triangolari a fondo oro e cornici a fondo azzurro con le divise borgiane (toro e doppia corona). I profeti sono David, Isaia, Salomone e Malachia (prima campata) e Sofonia, Michea, Gioele e Geremia (seconda campata).
Il ciclo inizia dall'Annunciazione, ambientata su di un pavimento a scacchi in prospettiva con lo sfondo di un arco di trionfo visto da sott'in su, aperto su un brano di paesaggio collinare e sull'apparizione dell'Eterno in gloria di angeli. La tradizionale abitazione di Maria è così stravolta, ma sono presenti tutti gli elementi dogmatici dell'iconografia: la stanza da letto vuota, visibile oltre una cortina, l'allusione all'hortus conclusus negli alberi che spuntano oltre l'edificio, i gigli bianchi, la colomba dello Spirito Santo. L'intonazione fortemente prospettica è di matrice fiorentina, ma la stesura pittorica, arricchita da numerosissime pastiglie dorate, fin sui profili delle membrature architettoniche, rimanda a un maestro umbro che lavorò su disegno di Pinturicchio.
Anche la successiva Adorazione dei pastori, molto restaurata, ha un piglio fiorentino, che ricorda le opere del Ghirlandaio, come nei pastori che si affacciano per curiosare nella capanna, e di Botticelli, come i tre angeli cantori il cui dinamismo sembra anticipare la Natività mistica (1500). Si è fatto il nome di Bartolomeo di Giovanni, aiuto nella bottega del Ghirlandaio. A lui è attribuita anche la successiva Adorazione dei Magi, dalle figure un po' pungenti dove si registra un'influenza dei modi capricciosi di Filippino Lippi.
La Resurrezione è impostata su uno schema del Perugino, reso però più dinamico dallo scalare dei piani e dalle pose delle guardie deste o addormentate, e contiene l'unico ritratto di Alessandro VI del ciclo, inginocchiato di profilo a sinistra ai piedi del sarcofago scoperchiato, sicuramente di mano di Pinturicchio. Sontuoso è il piviale papale, incrostato di gemme dallo splendore ieratico delle icone bizantine. Alcuni hanno ipotizzato che i tre soldati contengano i ritratti dei tre figli maschi del papa (Giovanni, Cesare e Goffredo), ma la critica più recente tende a scartare l'ipotesi. Il dipinto, realizzato poco dopo della scoperta dell'America, potrebbe inoltre contenere la più antica raffigurazione occidentale di nativi americani.
Ascensione, Pentecoste e Assunzione di Maria sono infine opere per cui il maestro ricorse a un largo impiego di assistenti; i nomi più frequenti per queste opere sono Tiberio d'Assisi e il Pastura. L'Assunzione e consegna della cintola è la migliore delle tre scene, dipinta con grande cura e impreziosita da numerose incrostazioni di pastiglia dorata; l'uomo inginocchiato a destra è di solito identificato come il cardinale Francesco Borgia, cugino del papa e suo tesoriere dal 1493.

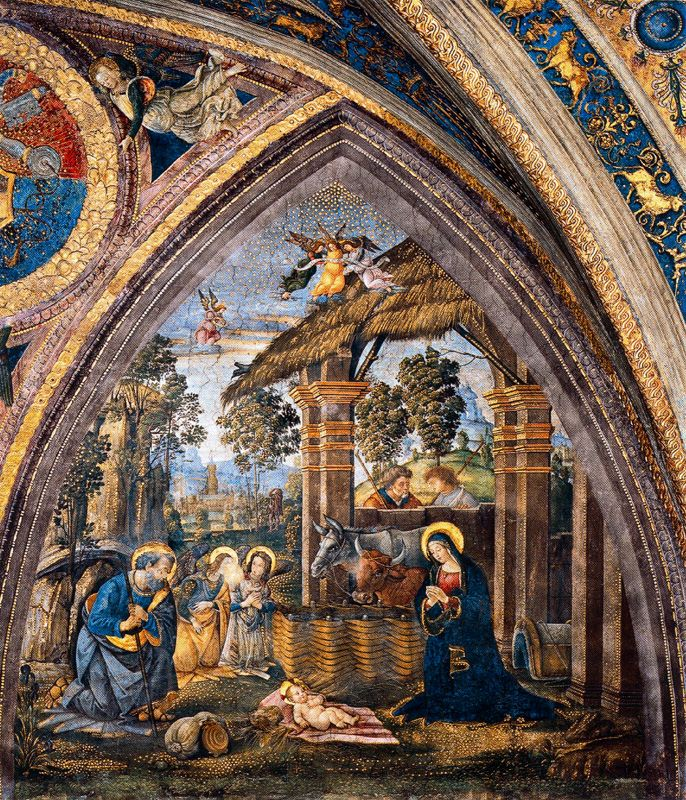
Adorazione dei pastori
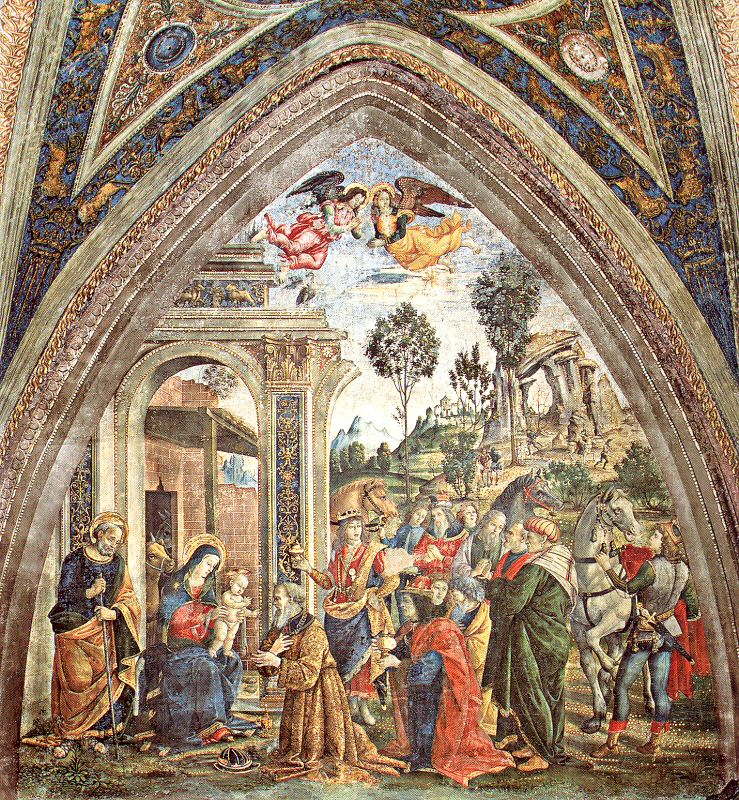
Adorazione dei magi
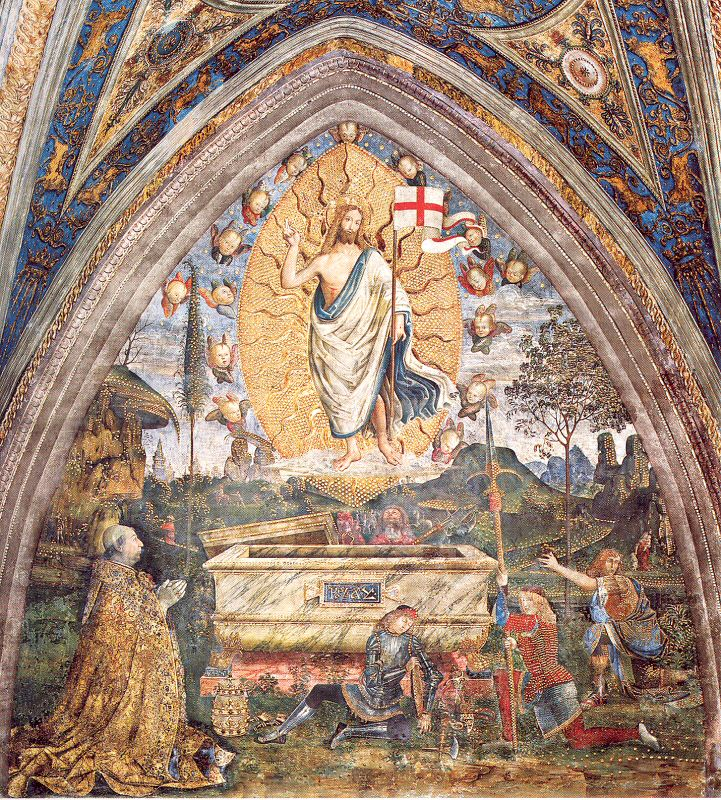
Resurrezione
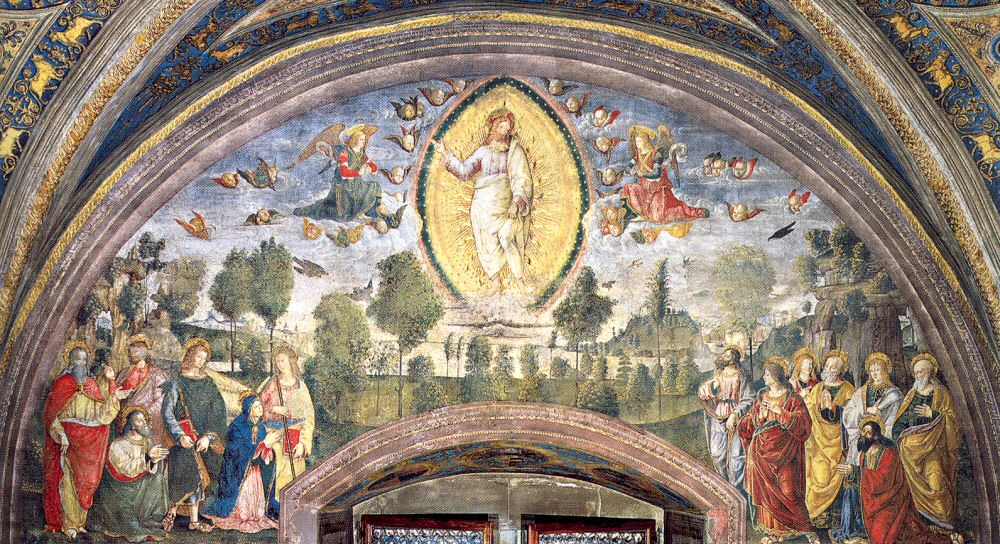
Ascensione
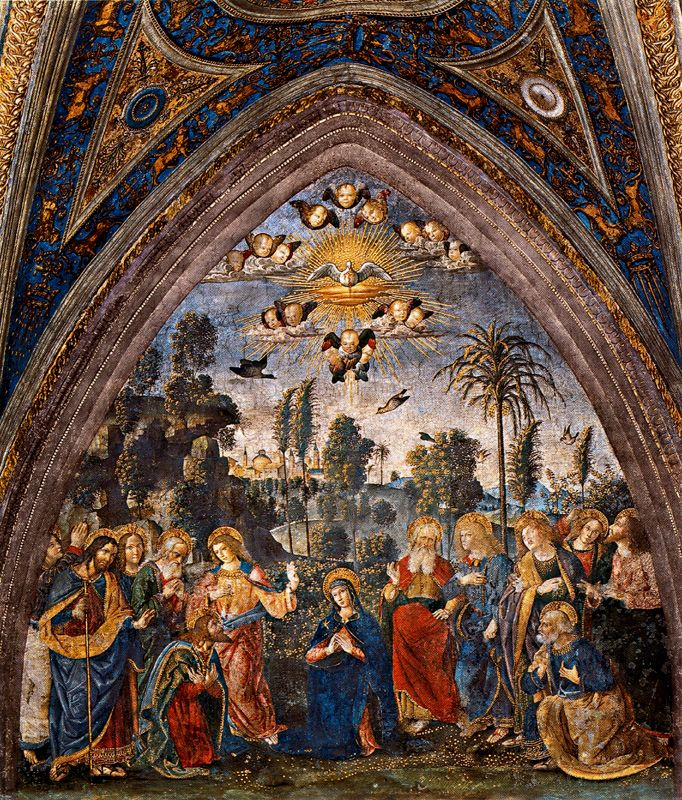
Pentecoste
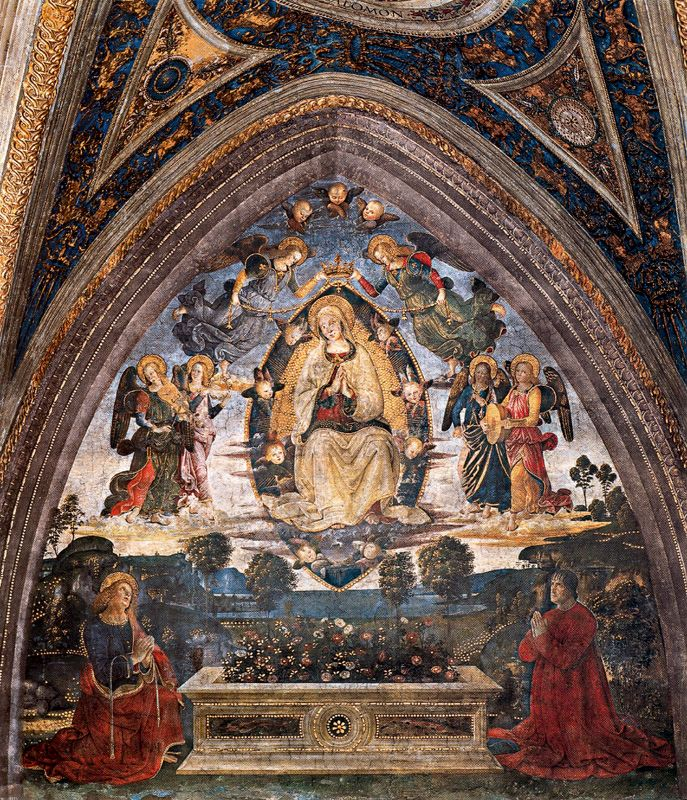
Assunzione di Maria
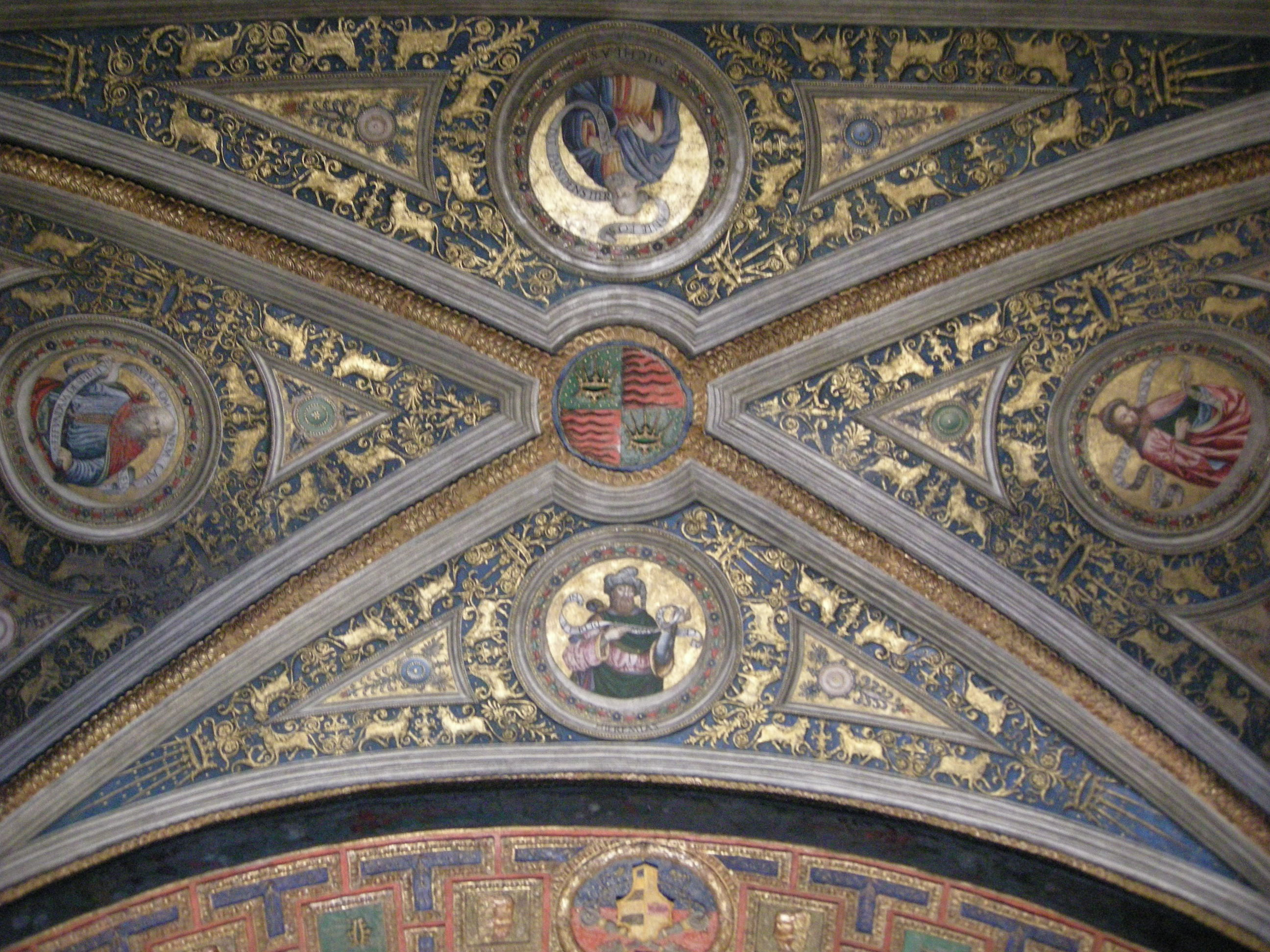
Soffitto
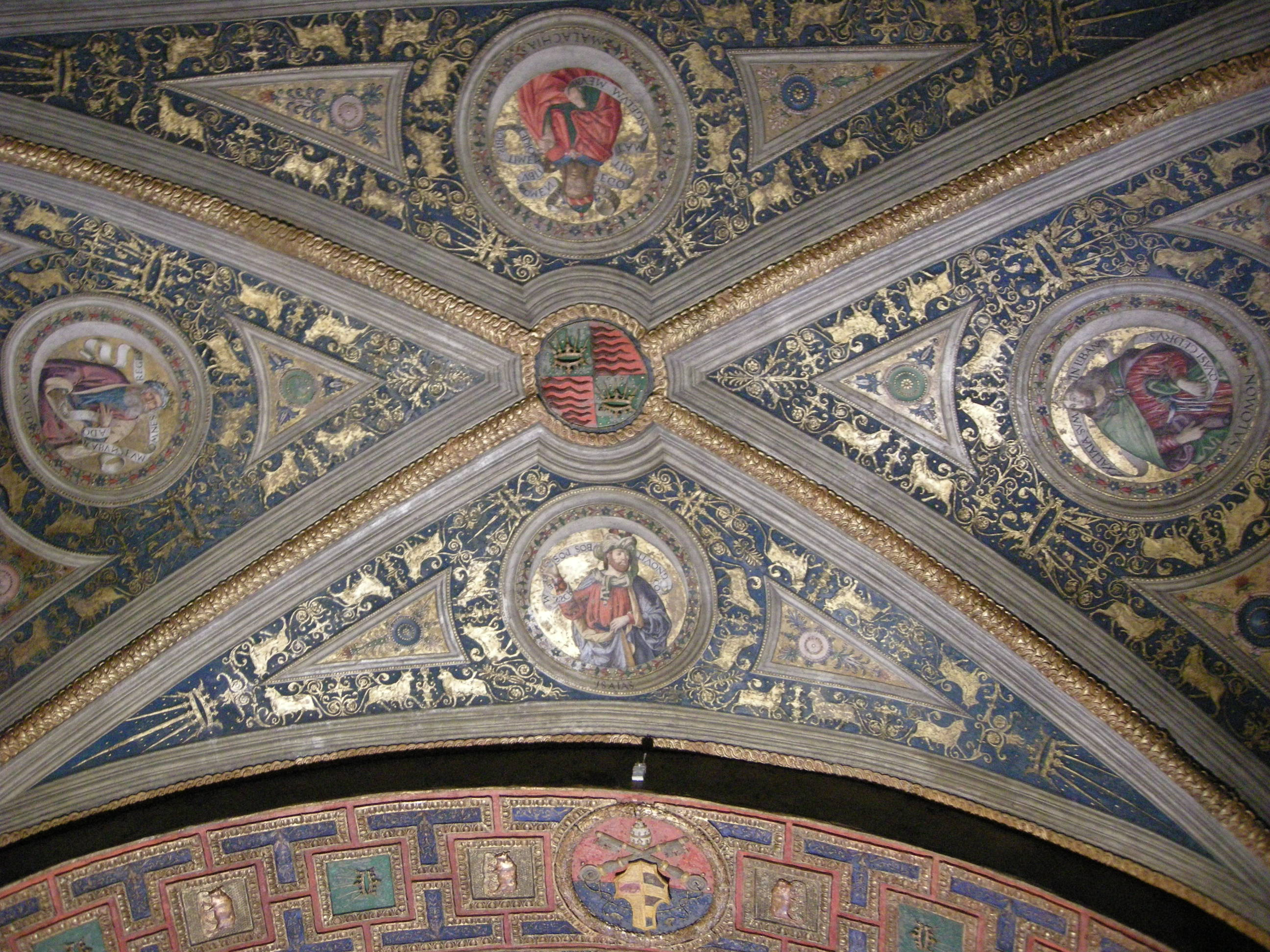
Soffitto

### Sala dei Pontefici
La Sala dei Pontefici, la più vasta, era destinata alle cerimonie ufficiali. Venne ridipinta al tempo di Leone X (1513-1521) dopo un crollo nel 1500 dovuto probabilmente all'incuria che questi ambienti subivano. Ha una volta con affreschi di Giovanni da Udine e Perin del Vaga e stucchi a grottesche di Lorenzo Sabbatini e aiuti.
La volta presenta al centro le insegne papali (tiara e chiavi di san Pietro) di Leone X, rette da angeli in volo entro un medaglione a sfondo azzurro a sua volta inserito in un riquadro arancio con figurette a monocromo antichizzanti, che imitano stucchi antichi. Ai lati si trovano quattro riquadri a sfondo azzurro con il segno del Leone, alludente al nome del papa, l'Apollo-Sole su di un carro trainato da quattro destrieri bianchi, che ribadisce la centralità del Leone (mese d'agosto), l'aquila, che ricorda il ratto di Ganimede, e il cigno, che ricorda un altro amore di Giove, Leda e quindi la nascita dei Dioscuri (antesignani del segno zodiacale dei Gemelli). Sul lati lunghi seguono poi due lunette con grottesche e tutto intorno una serie di riquadri dipinge i restanti segni dello zodiaco, ordinati secondo la genitura individuale del papa piuttosto che lungo la catena abituale.